# Regionalwahl in Molise 1985
Die Regionalwahl in Molise 1985 fand am 12. und 13. Mai statt.

## Wahlergebnis
| Listen            | Listen                                        | Stimmen | %    | Mandate |
| ----------------- | --------------------------------------------- | ------- | ---- | ------- |
|                   | Democrazia Cristiana                          | 122.268 | 56,5 | 18      |
|                   | Partito Comunista Italiano                    | 35.097  | 16,2 | 5       |
|                   | Partito Socialista Italiano                   | 22.173  | 10,2 | 3       |
|                   | Partito Socialista Democratico Italiano       | 10.648  | 4,9  | 1       |
|                   | Movimento Sociale Italiano – Destra Nazionale | 8.866   | 4,1  | 1       |
|                   | Partito Repubblicano Italiano                 | 7.436   | 3,4  | 1       |
|                   | Partito Liberale Italiano                     | 6.524   | 3,0  | 1       |
|                   | Democrazia Proletaria                         | 2.278   | 1,1  | –       |
|                   | Liga Veneta – Alleanza Italiana Pensionati    | 813     | 0,4  | –       |
|                   | UV – Partito Democratico – UPAP – Ecologia    | 336     | 0,2  | –       |
| Gesamt            | Gesamt                                        | 216.439 | 100  | 30      |
|                   |                                               |         |      |         |
| Ungültige Stimmen | Ungültige Stimmen                             | 11.809  | 5,2  |         |
| Wähler            | Wähler                                        | 228.248 | 76,9 |         |
| Wahlberechtigte   | Wahlberechtigte                               | 296.641 |      |         |